# Partant pour la Syrie
Partant pour la Syrie (Partendo per la Siria) è una canzone francese, la cui composizione musicale è attribuita storicamente alla regina Ortensia di Beauharnais; mentre il testo fu composto da Alexandre de Laborde nel 1807. Secondo studi musicologici approfonditi, pare però che il vero autore fu il compositore Louis Drouet, cui fu imposto per ragioni politiche il silenzio.

## Storia della canzone

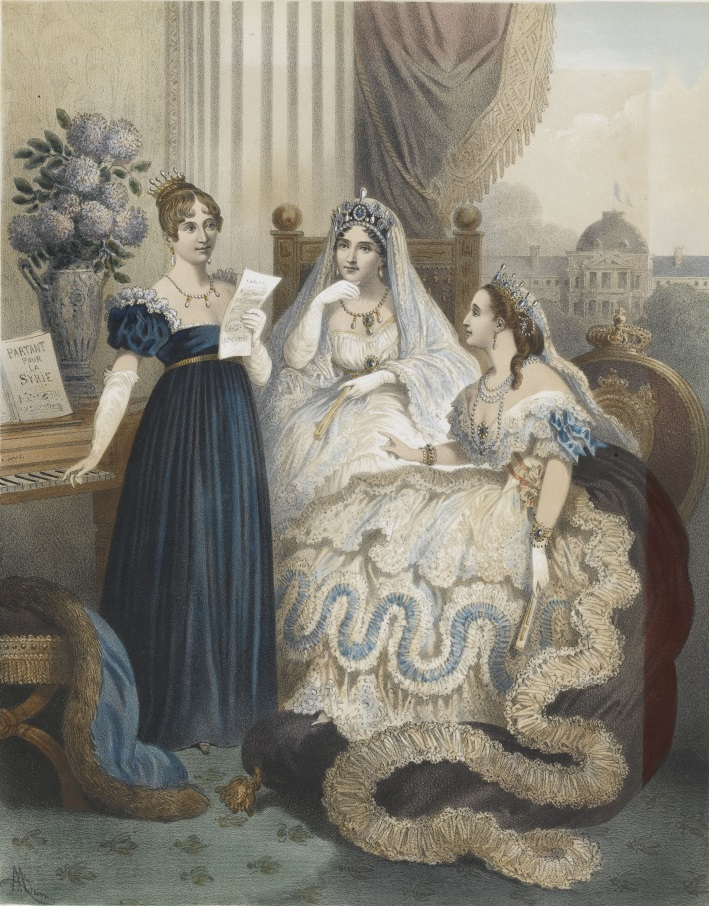
Immagine celebrativa in cui la regina Ortensia canta Partant pour la Syrie davanti alla madre, l'imperatrice Giuseppina, e alla nuora, l'imperatrice Eugenia. (scena anacronistica)

La canzone fu ispirata dalla campagna d'Egitto di Napoleone Bonaparte. Fa parte del genere cavalleresco, ispirato alla storia di un crociato, in voga all'epoca del Primo Impero francese. Il testo è infatti tratto da un poema di Laborde originariamente intitolato Le beau Dunois (il bel Dunois). La storia parla dell'affascinante crociato Dunois che, prima di partire per la guerra in Siria, prega la Madonna di concedergli una bellissima donna e il coraggio per affrontare questa prova. Le sue preghiere vengono esaudite e al suo ritorno l'impavido guerriero ottiene la mano di Isabella. Prevalgono l'onore e l'amore.
Ortensia, figlia di Giuseppina di Beauharnais e figliastra di Napoleone, racconta nelle sue memorie di aver composto la melodia quando viveva alla Malmaison. Tuttavia, pare che la musica sia del compositore Louis Drouet, che dovette piegarsi alla ragione di stato ed alle ambizioni musicali di Ortensia. Durante la sua epoca di maggior successo, nel XIX secolo, fu arrangiata per numerosi strumenti da vari compositori. Dopo la caduta di Napoleone, la canzone continuò ad aver successo negli ambienti napoleonici raccolti attorno a Ortensia che viveva in esilio e continuò ad essere cara al partito napoleonico anche durante la restaurazione dei Borboni. Durante il Secondo Impero la canzone divenne (non ufficialmente) l'inno nazionale francese, a discapito della Marsigliese che era stata vietata. È su quest'aria che Napoleone III e l'imperatrice Eugenia fecero il loro ingresso nell'Opéra dopo l'attentato di Felice Orsini, il 14 gennaio 1858. La canzone fu suonata l'ultima volta in via ufficiale per Napoleone III quando lasciò il castello di Wilhelmshöhe, dove era prigioniero politico, per andare in esilio in Inghilterra nel 1871. Partant pour la Syrie rimase comunque nel repertorio classico militare francese.

## Testo
| Partant pour la Syrie       |                                   |
| Partant pour la Syrie,      | Partendo per la Siria,            |
| Le jeune et beau Dunois,    | Il giovane e bel Dunois,          |
| Venait prier Marie          | Andava a pregare Maria            |
| De bénir ses exploits:      | Di benedire le sue gesta:         |
| Faites, Reine immortelle,   | Fate, Regina immortale,           |
| Lui dit-il en partant,      | Disse egli in partenza,           |
| Que j'aime la plus belle    | Che io ami la più bella           |
| Et sois le plus vaillant.   | E che sia il più valoroso.        |
|                             |                                   |
|                             |                                   |
| Il écrit sur la pierre      | Egli scrive sulla pietra          |
| Le serment de l'honneur,    | Il giuramento dell'onore,         |
| Et va suivre à la guerre    | E va a seguir in guerra           |
| Le Comte son seigneur;      | Il Conte suo signore;             |
| Au noble vœu fidèle,        | Al nobile voto fedele,            |
| Il crie en combattant:      | Egli grida in combattimento:      |
| Amour à la plus belle,      | Amore alla più bella,             |
| Honneur au plus vaillant.   | Onore al più valoroso.            |
|                             |                                   |
|                             |                                   |
| Viens, fils de la victoire, | Vieni, figlio della vittoria,     |
| Dunois, dit le seigneur,    | Dunois, disse il signore,         |
| Puisque tu fais ma gloire   | Dal momento che fai la mia gloria |
| Je ferai ton bonheur.       | Io farò la tua felicità.          |
| De ma fille Isabelle,       | Di mia figlia Isabella,           |
| Sois l'Epoux à l'instant,   | Sia tu lo Sposo all'istante,      |
| Car elle est la plus belle, | Poiché lei è la più bella,        |
| Et toi le plus vaillant.    | E tu il più valoroso.             |
|                             |                                   |
|                             |                                   |
| A l'Autel de Marie,         | Presso l'altare di Maria,         |
| Ils contractent tous deux   | Contrassero tutti e due           |
| Cette union Chérie          | Questa unione Adorata             |
| Qui seule rend heureux.     | Che sola rende felici.            |
| Chacun dans la chapelle     | Qualcuno nella cappella           |
| Disait en les voyant :      | diceva guardandoli:               |
| Amour à la plus belle,      | Amore alla più bella,             |
| Honneur au plus vaillant.   | Onore al più valoroso.            |